# Free & Easy
Free & Easy é o 26º single da cantora Ayumi Hamasaki, lançado em 24 de abril de 2002. A música foi escrita por Ayumi e composta por ela junto com DAI. O single foi lançado com um fotobook: Hamasaki Republic; o livro, a letra da música, o vídeo clipe, descrevendo Ayumi com "a Joana d'Arc do século XXI". A música "Free & Easy" foi usada com tema nos comercias para divulgação dos Aparelhos de som da Panasonic Stereo System "57MD". A música "Naturally (Dolly remix)" foi usada em comerciais dos cosmético kosé "visée".  O single estreou em 1º lugar na Oricon e ficou por 9 semanas vendendo 486,520 cópias. Este foi o primeiro single de Ayumi que começou um cadeia de singles que estrearam em 1º lugar na Oricon que segue até hoje. 

## Faixas
| N.º            | Título                                     | Duração |  |
| 1.             | "Free & Easy"                              | 5:01    |  |
| 2.             | "Naturally (Dolly remix)"                  | 5:09    |  |
| 3.             | "Still Alone (Warp Brothers extended mix)" | 7:31    |  |
| 4.             | "Free & Easy (Instrumental)"               | 5:00    |  |
| Duração total: | Duração total:                             | 22:41   |  |

## Oricon & Vendas
| Parada                           | Posição | Total de Vendas | Semanas |
| -------------------------------- | ------- | --------------- | ------- |
| Oricon Parada Diária de Singles  | 1       | 486,520         | 9       |
| Oricon Parada Semanal de Singles | 1       | 486,520         | 9       |
| Oricon Parada Anual de Singles   | 15      | 486,520         | 9       |